# Tour de Grande-Bretagne féminin 2024
La 9e édition du Tour de Grande-Bretagne féminin a lieu du 6 au 9 juin 2024. Il fait partie de l'UCI World Tour féminin 2024. 
Sur la première étape, neuf échappée se dispute la victoire. Lotte Kopecky devance par la plus petite des marges Letizia Paternoster. Le lendemain, la championne du monde s'échappe avec Anna Henderson et la devance au sprint. La troisième étape voit la victoire de Lorena Wiebes au sprint. La dernière étape, mouvementée, se conclut également dans un emballage final. Christine Majerus pense avoir gagné, et donc permettre à SD Worx de remporter toutes les étapes, mais Ruby Roseman-Gannon la devance. Lotte Kopecky remporte les classements général et par points. Anna Henderson est deuxième et Christine Majerus troisième. Lizzie Deignan est la meilleure grimpeuse, Eline Jansen la meilleure jeune et SD Worx-Protime la meilleure équipe.

## Équipes
| UCI Women's WorldTeams (4)- Human Powered Health - Liv AlUla Jayco - Team DSM-Firmenich PostNL - SD Worx-Protime Équipes féminines continentales (9)- Alba Development Road Team - Cofidis - Das-Hutchinson-Brother UK - Doltcini O’Shea - Hess Cycling Team - Lifeplus Wahoo - St Michel-Mavic-Auber93 - Torelli - VolkerWessels Équipe nationale- Grande-Bretagne |
| |

## Étapes
| Étape     | Date   | Villes étapes           | type            | Distance (km) | Vainqueur d'étape   | Leader du classement général |
| --------- | ------ | ----------------------- | --------------- | ------------- | ------------------- | ---------------------------- |
| 1re étape | 6 juin | Welshpool – Llandudno   | étape vallonnée | 142,4         | Lotte Kopecky       | Lotte Kopecky                |
| 2e étape  | 7 juin | Wrexham – Wrexham       | étape vallonnée | 140,2         | Lotte Kopecky       | Lotte Kopecky                |
| 3e étape  | 8 juin | Warrington – Warrington | étape de plaine | 106,8         | Lorena Wiebes       | Lotte Kopecky                |
| 4e étape  | 9 juin | Manchester – Manchester | étape vallonnée | 99,2          | Ruby Roseman-Gannon | Lotte Kopecky                |

## Favorites
La liste de participantes a un niveau faible. La formation SD Worx a avec Lotte Kopecky et Lorena Wiebes les meilleurs atouts pour s'imposer. Pfeiffer Georgi, Lizzie Deignan et Letizia Paternoster sont les autres favorites.

## Déroulement de la course

### 1reétape
Josie Talbot est la première échappée. Une fois reprise, un contre se forme avec huit coureuses dont Christine Majerus. Le peloton reprend ce groupe. Rotem Gafinovitz tente ensuite seule, mais n'a pas plus de succès. Un groupe de six sort puis  Lucy Harris, mais une fois encore en vain. Dans la côte de Ty'n y Llidiart, Pfeiffer Georgi attaque avec Anna Henderson et Lizzie Deignan. Majerus réagit immédiatement. Elles sont ensuite rejointes par Lotte Kopecky, Letizia Paternoster, Eline Jansen, Ruby Roseman-Gannon et Victorie Guilman. À deux kilomètres de l'arrivée, Henderson tente d'éviter le sprint, mais elle est reprise. Majerus emmène Kopecky, mais Paternoster remonte dans le final et croit s'être imposée. La photo finish doit départager les deux concurrentes et la victoire revient finalement à la Belge. Le peloton arrive trois minutes cinquante plus tard.
| \| Classement de l'étape \| Classement de l'étape \| Classement de l'étape \| Classement de l'étape \| Classement de l'étape \| \| Coureuse \| Coureuse \| Pays \| Équipe \| Temps \| \| --------------------- \| --------------------- \| --------------------- \| ------------------------- \| --------------------- \| \| 1re \| Lotte Kopecky \| Belgique \| SD Worx-Protime \| 4 h 04 min 18 s \| \| 2e \| Letizia Paternoster \| Italie \| Liv AlUla Jayco \| + 0 s \| \| 3e \| Pfeiffer Georgi \| Royaume-Uni \| Team dsm-firmenich PostNL \| + 0 s \| \| 4e \| Lizzie Deignan \| Royaume-Uni \| Grande-Bretagne \| + 0 s \| \| 5e \| Eline Jansen \| Pays-Bas \| VolkerWessels \| + 0 s \| \| 6e \| Anna Henderson \| Royaume-Uni \| Grande-Bretagne \| + 0 s \| \| 7e \| Victorie Guilman \| France \| St Michel-Mavic-Auber 93 \| + 0 s \| \| 8e \| Christine Majerus \| Luxembourg \| SD Worx-Protime \| + 0 s \| \| 9e \| Ruby Roseman-Gannon \| Australie \| Liv AlUla Jayco \| + 0 s \| \| 10e \| Lucy Lee \| Royaume-Uni \| DAS-Hutchinson-Brother UK \| + 3 min 49 s \| |                     |             |                           |                 |
| |                     |             |                           |                 |
| |                     |             |                           |                 |
| Classement de l'étape |                     |             |                           |                 |
| Coureuse | Coureuse            | Pays        | Équipe                    | Temps           |
| 1re | Lotte Kopecky       | Belgique    | SD Worx-Protime           | 4 h 04 min 18 s |
| 2e | Letizia Paternoster | Italie      | Liv AlUla Jayco           | + 0 s           |
| 3e | Pfeiffer Georgi     | Royaume-Uni | Team dsm-firmenich PostNL | + 0 s           |
| 4e | Lizzie Deignan      | Royaume-Uni | Grande-Bretagne           | + 0 s           |
| 5e | Eline Jansen        | Pays-Bas    | VolkerWessels             | + 0 s           |
| 6e | Anna Henderson      | Royaume-Uni | Grande-Bretagne           | + 0 s           |
| 7e | Victorie Guilman    | France      | St Michel-Mavic-Auber 93  | + 0 s           |
| 8e | Christine Majerus   | Luxembourg  | SD Worx-Protime           | + 0 s           |
| 9e | Ruby Roseman-Gannon | Australie   | Liv AlUla Jayco           | + 0 s           |
| 10e | Lucy Lee            | Royaume-Uni | DAS-Hutchinson-Brother UK | + 3 min 49 s    |

| \| Classement général \| Classement général \| Classement général \| Classement général \| Classement général \| \| Coureuse \| Coureuse \| Pays \| Équipe \| Temps \| \| ------------------ \| ------------------- \| ------------------ \| ------------------------- \| ------------------ \| \| 1re \| Lotte Kopecky \| Belgique \| SD Worx-Protime \| 4 h 04 min 06 s \| \| 2e \| Letizia Paternoster \| Italie \| Liv AlUla Jayco \| + 3 s \| \| 3e \| Pfeiffer Georgi \| Royaume-Uni \| Team dsm-firmenich PostNL \| + 7 s \| \| 4e \| Lizzie Deignan \| Royaume-Uni \| Grande-Bretagne \| + 12 s \| \| 5e \| Eline Jansen \| Pays-Bas \| VolkerWessels \| + 12 s \| \| 6e \| Anna Henderson \| Royaume-Uni \| Grande-Bretagne \| + 12 s \| \| 7e \| Victorie Guilman \| France \| St Michel-Mavic-Auber 93 \| + 12 s \| \| 8e \| Christine Majerus \| Luxembourg \| SD Worx-Protime \| + 12 s \| \| 9e \| Ruby Roseman-Gannon \| Australie \| Liv AlUla Jayco \| + 12 s \| \| 10e \| Lucy Lee \| Royaume-Uni \| DAS-Hutchinson-Brother UK \| + 4 min 01 s \| |                     |             |                           |                 |
| |                     |             |                           |                 |
| |                     |             |                           |                 |
| Classement général |                     |             |                           |                 |
| Coureuse | Coureuse            | Pays        | Équipe                    | Temps           |
| 1re | Lotte Kopecky       | Belgique    | SD Worx-Protime           | 4 h 04 min 06 s |
| 2e | Letizia Paternoster | Italie      | Liv AlUla Jayco           | + 3 s           |
| 3e | Pfeiffer Georgi     | Royaume-Uni | Team dsm-firmenich PostNL | + 7 s           |
| 4e | Lizzie Deignan      | Royaume-Uni | Grande-Bretagne           | + 12 s          |
| 5e | Eline Jansen        | Pays-Bas    | VolkerWessels             | + 12 s          |
| 6e | Anna Henderson      | Royaume-Uni | Grande-Bretagne           | + 12 s          |
| 7e | Victorie Guilman    | France      | St Michel-Mavic-Auber 93  | + 12 s          |
| 8e | Christine Majerus   | Luxembourg  | SD Worx-Protime           | + 12 s          |
| 9e | Ruby Roseman-Gannon | Australie   | Liv AlUla Jayco           | + 12 s          |
| 10e | Lucy Lee            | Royaume-Uni | DAS-Hutchinson-Brother UK | + 4 min 01 s    |

### 2eétape
Franziska Koch sort seule. Elle compte jusqu'à quatre minutes d'avance. Elle est reprise à trente-six kilomètres de l'arrivée. Dans Horseshoe Pass, Christine Majerus imprime un rythme élevé avant que Lotte Kopecky passe à l'offensive. Paternoster et Henderson la suivent, mais l'Italienne est rapidement distancée. Elles maintiennent une trentaine de secondes d'avance sur la poursuite. À onze kilomètres de la fin, Kopecky tente de profiter d'un raidillon pour distancer Henderson, mais cette dernière résiste. Elles continuent à coopérer par la suite. Au sprint, la Belge est la plus rapide.
| \| Classement de l'étape \| Classement de l'étape \| Classement de l'étape \| Classement de l'étape \| Classement de l'étape \| \| Coureuse \| Coureuse \| Pays \| Équipe \| Temps \| \| --------------------- \| --------------------- \| --------------------- \| ------------------------- \| --------------------- \| \| 1re \| Lotte Kopecky \| Belgique \| SD Worx-Protime \| 3 h 37 min 12 s \| \| 2e \| Anna Henderson \| Royaume-Uni \| Grande-Bretagne \| + 0 s \| \| 3e \| Lorena Wiebes \| Pays-Bas \| SD Worx-Protime \| + 20 s \| \| 4e \| Letizia Paternoster \| Italie \| Liv AlUla Jayco \| + 20 s \| \| 5e \| Pfeiffer Georgi \| Royaume-Uni \| Team dsm-firmenich PostNL \| + 20 s \| \| 6e \| Sarah Roy \| Australie \| Cofidis \| + 20 s \| \| 7e \| Margot Vanpachtenbeke \| Belgique \| VolkerWessels \| + 20 s \| \| 8e \| Josie Talbot \| Australie \| Cofidis \| + 20 s \| \| 9e \| Lizzie Deignan \| Royaume-Uni \| Grande-Bretagne \| + 20 s \| \| 10e \| Eline Jansen \| Pays-Bas \| VolkerWessels \| + 20 s \| |                       |             |                           |                 |
| |                       |             |                           |                 |
| |                       |             |                           |                 |
| Classement de l'étape |                       |             |                           |                 |
| Coureuse | Coureuse              | Pays        | Équipe                    | Temps           |
| 1re | Lotte Kopecky         | Belgique    | SD Worx-Protime           | 3 h 37 min 12 s |
| 2e | Anna Henderson        | Royaume-Uni | Grande-Bretagne           | + 0 s           |
| 3e | Lorena Wiebes         | Pays-Bas    | SD Worx-Protime           | + 20 s          |
| 4e | Letizia Paternoster   | Italie      | Liv AlUla Jayco           | + 20 s          |
| 5e | Pfeiffer Georgi       | Royaume-Uni | Team dsm-firmenich PostNL | + 20 s          |
| 6e | Sarah Roy             | Australie   | Cofidis                   | + 20 s          |
| 7e | Margot Vanpachtenbeke | Belgique    | VolkerWessels             | + 20 s          |
| 8e | Josie Talbot          | Australie   | Cofidis                   | + 20 s          |
| 9e | Lizzie Deignan        | Royaume-Uni | Grande-Bretagne           | + 20 s          |
| 10e | Eline Jansen          | Pays-Bas    | VolkerWessels             | + 20 s          |

| \| Classement général \| Classement général \| Classement général \| Classement général \| Classement général \| \| Coureuse \| Coureuse \| Pays \| Équipe \| Temps \| \| ------------------ \| ------------------- \| ------------------ \| ------------------------- \| ------------------ \| \| 1re \| Lotte Kopecky \| Belgique \| SD Worx-Protime \| 7 h 41 min 07 s \| \| 2e \| Anna Henderson \| Royaume-Uni \| Grande-Bretagne \| + 17 s \| \| 3e \| Letizia Paternoster \| Italie \| Liv AlUla Jayco \| + 34 s \| \| 4e \| Pfeiffer Georgi \| Royaume-Uni \| Team dsm-firmenich PostNL \| + 38 s \| \| 5e \| Lizzie Deignan \| Royaume-Uni \| Grande-Bretagne \| + 43 s \| \| 6e \| Eline Jansen \| Pays-Bas \| VolkerWessels \| + 43 s \| \| 7e \| Victorie Guilman \| France \| St Michel-Mavic-Auber 93 \| + 43 s \| \| 8e \| Christine Majerus \| Luxembourg \| SD Worx-Protime \| + 43 s \| \| 9e \| Ruby Roseman-Gannon \| Australie \| Liv AlUla Jayco \| + 3 min 01 s \| \| 10e \| Lorena Wiebes \| Pays-Bas \| SD Worx-Protime \| + 4 min 29 s \| |                     |             |                           |                 |
| |                     |             |                           |                 |
| |                     |             |                           |                 |
| Classement général |                     |             |                           |                 |
| Coureuse | Coureuse            | Pays        | Équipe                    | Temps           |
| 1re | Lotte Kopecky       | Belgique    | SD Worx-Protime           | 7 h 41 min 07 s |
| 2e | Anna Henderson      | Royaume-Uni | Grande-Bretagne           | + 17 s          |
| 3e | Letizia Paternoster | Italie      | Liv AlUla Jayco           | + 34 s          |
| 4e | Pfeiffer Georgi     | Royaume-Uni | Team dsm-firmenich PostNL | + 38 s          |
| 5e | Lizzie Deignan      | Royaume-Uni | Grande-Bretagne           | + 43 s          |
| 6e | Eline Jansen        | Pays-Bas    | VolkerWessels             | + 43 s          |
| 7e | Victorie Guilman    | France      | St Michel-Mavic-Auber 93  | + 43 s          |
| 8e | Christine Majerus   | Luxembourg  | SD Worx-Protime           | + 43 s          |
| 9e | Ruby Roseman-Gannon | Australie   | Liv AlUla Jayco           | + 3 min 01 s    |
| 10e | Lorena Wiebes       | Pays-Bas    | SD Worx-Protime           | + 4 min 29 s    |

### 3eétape
Un duo d'échappée se forme avec Jo Tindley et Maddie Leech. L'écart monte à quatre minutes. Leech est victime d'un ennui mécanique et doit lâcher. Tindley est reprise à douze kilomètres de la ligne. Valerie Demey tente de sortir dans le final, mais l'étape se termine au sprint. Charlotte Kool et Lorena Wiebes livrent bataille. Cette dernière lève les bras.
| \| Classement de l'étape \| Classement de l'étape \| Classement de l'étape \| Classement de l'étape \| Classement de l'étape \| \| Coureuse \| Coureuse \| Pays \| Équipe \| Temps \| \| --------------------- \| ----------------------- \| --------------------- \| ------------------------- \| --------------------- \| \| 1re \| Lorena Wiebes \| Pays-Bas \| SD Worx-Protime \| 2 h 44 min 42 s \| \| 2e \| Charlotte Kool \| Pays-Bas \| Team dsm-firmenich PostNL \| + 0 s \| \| 3e \| Georgia Baker \| Australie \| Liv AlUla Jayco \| + 0 s \| \| 4e \| Rachele Barbieri \| Italie \| Team dsm-firmenich PostNL \| + 0 s \| \| 5e \| Flora Perkins \| Royaume-Uni \| Grande-Bretagne \| + 0 s \| \| 6e \| Marjolein van 't Geloof \| Pays-Bas \| Hess Cycling Team \| + 0 s \| \| 7e \| Lotte Kopecky \| Belgique \| SD Worx-Protime \| + 0 s \| \| 8e \| Letizia Paternoster \| Italie \| Liv AlUla Jayco \| + 0 s \| \| 9e \| Roxane Fournier \| France \| St Michel-Mavic-Auber 93 \| + 0 s \| \| 10e \| Alicia González \| Espagne \| Lifeplus Wahoo \| + 0 s \| |                         |             |                           |                 |
| |                         |             |                           |                 |
| |                         |             |                           |                 |
| Classement de l'étape |                         |             |                           |                 |
| Coureuse | Coureuse                | Pays        | Équipe                    | Temps           |
| 1re | Lorena Wiebes           | Pays-Bas    | SD Worx-Protime           | 2 h 44 min 42 s |
| 2e | Charlotte Kool          | Pays-Bas    | Team dsm-firmenich PostNL | + 0 s           |
| 3e | Georgia Baker           | Australie   | Liv AlUla Jayco           | + 0 s           |
| 4e | Rachele Barbieri        | Italie      | Team dsm-firmenich PostNL | + 0 s           |
| 5e | Flora Perkins           | Royaume-Uni | Grande-Bretagne           | + 0 s           |
| 6e | Marjolein van 't Geloof | Pays-Bas    | Hess Cycling Team         | + 0 s           |
| 7e | Lotte Kopecky           | Belgique    | SD Worx-Protime           | + 0 s           |
| 8e | Letizia Paternoster     | Italie      | Liv AlUla Jayco           | + 0 s           |
| 9e | Roxane Fournier         | France      | St Michel-Mavic-Auber 93  | + 0 s           |
| 10e | Alicia González         | Espagne     | Lifeplus Wahoo            | + 0 s           |

| \| Classement général \| Classement général \| Classement général \| Classement général \| Classement général \| \| Coureuse \| Coureuse \| Pays \| Équipe \| Temps \| \| ------------------ \| ------------------- \| ------------------ \| ------------------------- \| ------------------ \| \| 1re \| Lotte Kopecky \| Belgique \| SD Worx-Protime \| 10 h 25 min 49 s \| \| 2e \| Anna Henderson \| Royaume-Uni \| Grande-Bretagne \| + 17 s \| \| 3e \| Letizia Paternoster \| Italie \| Liv AlUla Jayco \| + 32 s \| \| 4e \| Pfeiffer Georgi \| Royaume-Uni \| Team dsm-firmenich PostNL \| + 38 s \| \| 5e \| Eline Jansen \| Pays-Bas \| VolkerWessels \| + 43 s \| \| 6e \| Lizzie Deignan \| Royaume-Uni \| Grande-Bretagne \| + 43 s \| \| 7e \| Christine Majerus \| Luxembourg \| SD Worx-Protime \| + 43 s \| \| 8e \| Victorie Guilman \| France \| St Michel-Mavic-Auber 93 \| + 43 s \| \| 9e \| Ruby Roseman-Gannon \| Australie \| Liv AlUla Jayco \| + 3 min 00 s \| \| 10e \| Lorena Wiebes \| Pays-Bas \| SD Worx-Protime \| + 4 min 19 s \| |                     |             |                           |                  |
| |                     |             |                           |                  |
| |                     |             |                           |                  |
| Classement général |                     |             |                           |                  |
| Coureuse | Coureuse            | Pays        | Équipe                    | Temps            |
| 1re | Lotte Kopecky       | Belgique    | SD Worx-Protime           | 10 h 25 min 49 s |
| 2e | Anna Henderson      | Royaume-Uni | Grande-Bretagne           | + 17 s           |
| 3e | Letizia Paternoster | Italie      | Liv AlUla Jayco           | + 32 s           |
| 4e | Pfeiffer Georgi     | Royaume-Uni | Team dsm-firmenich PostNL | + 38 s           |
| 5e | Eline Jansen        | Pays-Bas    | VolkerWessels             | + 43 s           |
| 6e | Lizzie Deignan      | Royaume-Uni | Grande-Bretagne           | + 43 s           |
| 7e | Christine Majerus   | Luxembourg  | SD Worx-Protime           | + 43 s           |
| 8e | Victorie Guilman    | France      | St Michel-Mavic-Auber 93  | + 43 s           |
| 9e | Ruby Roseman-Gannon | Australie   | Liv AlUla Jayco           | + 3 min 00 s     |
| 10e | Lorena Wiebes       | Pays-Bas    | SD Worx-Protime           | + 4 min 19 s     |

### 4eétape
La météo est pluvieuse. Kristabel Doebel-Hickok est la première échappée. Dans la côte de Grains Bar, Lizzie Deignan attaque. Elle compte un peu plus d'une minute d'avance. Le peloton la reprend à quarante kilomètres de l'arrivée. Pfeiffer Georgi accélère. Elle emmène avec elle Anna Henderson, Letizia Paternoster et Lotte Kopecky, les quatre premières du classement général. Elles ont quarante secondes d'avance à quinze kilomètres de la fin. Lorena Wiebes sort alors du groupe de poursuite. Le groupe n'a alors plus de cohésion et un regroupement a lieu aux neuf kilomètres. Une éphémère échappée de cinq coureuses se forme. Paternoster crève aux quatre kilomètres et passe de la troisième à la cinquième place du classement général. Kopecky lance le sprint pour Christine Majerus. La Belge a plusieurs longueur d'avance, mais se relève pour laisser passer la Luxembourgeoise. Celle-ci lève les bras, mais Ruby Roseman-Gannon la passe dans les derniers mètres.
| \| Classement de l'étape \| Classement de l'étape \| Classement de l'étape \| Classement de l'étape \| Classement de l'étape \| \| Coureuse \| Coureuse \| Pays \| Équipe \| Temps \| \| --------------------- \| --------------------- \| --------------------- \| ------------------------- \| --------------------- \| \| 1re \| Ruby Roseman-Gannon \| Australie \| Liv AlUla Jayco \| 2 h 37 min 51 s \| \| 2e \| Christine Majerus \| Luxembourg \| SD Worx-Protime \| + 0 s \| \| 3e \| Lorena Wiebes \| Pays-Bas \| SD Worx-Protime \| + 0 s \| \| 4e \| Lotte Kopecky \| Belgique \| SD Worx-Protime \| + 0 s \| \| 5e \| Eline Jansen \| Pays-Bas \| VolkerWessels \| + 0 s \| \| 6e \| Pfeiffer Georgi \| Royaume-Uni \| Team dsm-firmenich PostNL \| + 0 s \| \| 7e \| Flora Perkins \| Royaume-Uni \| Grande-Bretagne \| + 0 s \| \| 8e \| Elinor Barker \| Royaume-Uni \| Grande-Bretagne \| + 0 s \| \| 9e \| Josie Talbot \| Australie \| Cofidis \| + 0 s \| \| 10e \| Anna Henderson \| Royaume-Uni \| Grande-Bretagne \| + 0 s \| |                     |             |                           |                 |
| |                     |             |                           |                 |
| |                     |             |                           |                 |
| Classement de l'étape |                     |             |                           |                 |
| Coureuse | Coureuse            | Pays        | Équipe                    | Temps           |
| 1re | Ruby Roseman-Gannon | Australie   | Liv AlUla Jayco           | 2 h 37 min 51 s |
| 2e | Christine Majerus   | Luxembourg  | SD Worx-Protime           | + 0 s           |
| 3e | Lorena Wiebes       | Pays-Bas    | SD Worx-Protime           | + 0 s           |
| 4e | Lotte Kopecky       | Belgique    | SD Worx-Protime           | + 0 s           |
| 5e | Eline Jansen        | Pays-Bas    | VolkerWessels             | + 0 s           |
| 6e | Pfeiffer Georgi     | Royaume-Uni | Team dsm-firmenich PostNL | + 0 s           |
| 7e | Flora Perkins       | Royaume-Uni | Grande-Bretagne           | + 0 s           |
| 8e | Elinor Barker       | Royaume-Uni | Grande-Bretagne           | + 0 s           |
| 9e | Josie Talbot        | Australie   | Cofidis                   | + 0 s           |
| 10e | Anna Henderson      | Royaume-Uni | Grande-Bretagne           | + 0 s           |

## Classement final

### Classement général
| \| Classement général \| Classement général \| Classement général \| Classement général \| Classement général \| \| Coureuse \| Coureuse \| Pays \| Équipe \| Temps \| \| ------------------ \| ------------------- \| ------------------ \| ------------------------- \| ------------------ \| \| 1re \| Lotte Kopecky \| Belgique \| SD Worx-Protime \| 13 h 03 min 40 s \| \| 2e \| Anna Henderson \| Royaume-Uni \| Grande-Bretagne \| + 17 s \| \| 3e \| Christine Majerus \| Luxembourg \| SD Worx-Protime \| + 34 s \| \| 4e \| Pfeiffer Georgi \| Royaume-Uni \| Team dsm-firmenich PostNL \| + 38 s \| \| 5e \| Letizia Paternoster \| Italie \| Liv AlUla Jayco \| + 40 s \| \| 6e \| Eline Jansen \| Pays-Bas \| VolkerWessels \| + 43 s \| \| 7e \| Lizzie Deignan \| Royaume-Uni \| Grande-Bretagne \| + 46 s \| \| 8e \| Victorie Guilman \| France \| St Michel-Mavic-Auber 93 \| + 46 s \| \| 9e \| Ruby Roseman-Gannon \| Australie \| Liv AlUla Jayco \| + 2 min 50 s \| \| 10e \| Lorena Wiebes \| Pays-Bas \| SD Worx-Protime \| + 4 min 14 s \| |                     |             |                           |                  |
| |                     |             |                           |                  |
| Source : ProCyclingStats |                     |             |                           |                  |
| Classement général |                     |             |                           |                  |
| Coureuse | Coureuse            | Pays        | Équipe                    | Temps            |
| 1re | Lotte Kopecky       | Belgique    | SD Worx-Protime           | 13 h 03 min 40 s |
| 2e | Anna Henderson      | Royaume-Uni | Grande-Bretagne           | + 17 s           |
| 3e | Christine Majerus   | Luxembourg  | SD Worx-Protime           | + 34 s           |
| 4e | Pfeiffer Georgi     | Royaume-Uni | Team dsm-firmenich PostNL | + 38 s           |
| 5e | Letizia Paternoster | Italie      | Liv AlUla Jayco           | + 40 s           |
| 6e | Eline Jansen        | Pays-Bas    | VolkerWessels             | + 43 s           |
| 7e | Lizzie Deignan      | Royaume-Uni | Grande-Bretagne           | + 46 s           |
| 8e | Victorie Guilman    | France      | St Michel-Mavic-Auber 93  | + 46 s           |
| 9e | Ruby Roseman-Gannon | Australie   | Liv AlUla Jayco           | + 2 min 50 s     |
| 10e | Lorena Wiebes       | Pays-Bas    | SD Worx-Protime           | + 4 min 14 s     |

### UCI World Tour

#### Points attribués
| Position                  | 1er | 2e  | 3e  | 4e  | 5e  | 6e  | 7e  | 8e  | 9e | 10e | 11e | 12e | 13e | 14e | 15e | 16e à 20e | 21e à 30e | 31e à 40e |  |  |
| Classement général        | 400 | 320 | 260 | 220 | 180 | 140 | 120 | 100 | 80 | 68  | 56  | 48  | 40  | 32  | 28  | 24        | 16        | 8         |  |  |
| Étapes et demi-étapes     | 50  | 40  | 30  | 25  | 20  | 18  | 15  | 10  | 8  | 6   |     |     |     |     |     |           |           |           |  |  |
| Port du maillot de leader | 8   |     |     |     |     |     |     |     |    |     |     |     |     |     |     |           |           |           |  |  |

### Classements annexes
| Classement par points | Classement par points | Classement par points | Classement par points                         | Classement par points |
| Coureuse              | Coureuse              | Pays                  | Équipe                                        | Points                |
| --------------------- | --------------------- | --------------------- | --------------------------------------------- | --------------------- |
| 1re                   | Lotte Kopecky         | Belgique              | SD Worx-Protime                               | 31 pts                |
| 2e                    | Lorena Wiebes         | Pays-Bas              | SD Worx-Protime                               | 25 pts                |
| 3e                    | Letizia Paternoster   | Italie                | Liv AlUla Jayco                               | 20 pts                |
| 4e                    | Ruby Roseman-Gannon   | Australie             | Liv AlUla Jayco                               | 13 pts                |
| 5e                    | Christine Majerus     | Luxembourg            | SD Worx-Protime                               | 12 pts                |
| 6e                    | Charlotte Kool        | Pays-Bas              | Team dsm-firmenich PostNL                     | 10 pts                |
| 7e                    | Pfeiffer Georgi       | Royaume-Uni           | Team dsm-firmenich PostNL                     | 9 pts                 |
| 8e                    | Anna Henderson        | Royaume-Uni           | Grande-Bretagne                               | 8 pts                 |
| 9e                    | Franziska Koch        | Allemagne             | Team dsm-firmenich PostNL                     | 4 pts                 |
| 10e                   | Jo Tindley            | Royaume-Uni           | Pro-Noctis-200° Coffee-Hargreaves Contracting | 4 pts                 |

| Classement par points | Classement par points | Classement par points | Classement par points                         | Classement par points |
| Coureuse              | Coureuse              | Pays                  | Équipe                                        | Points                |
| --------------------- | --------------------- | --------------------- | --------------------------------------------- | --------------------- |
| 1re                   | Lotte Kopecky         | Belgique              | SD Worx-Protime                               | 31 pts                |
| 2e                    | Lorena Wiebes         | Pays-Bas              | SD Worx-Protime                               | 25 pts                |
| 3e                    | Letizia Paternoster   | Italie                | Liv AlUla Jayco                               | 20 pts                |
| 4e                    | Ruby Roseman-Gannon   | Australie             | Liv AlUla Jayco                               | 13 pts                |
| 5e                    | Christine Majerus     | Luxembourg            | SD Worx-Protime                               | 12 pts                |
| 6e                    | Charlotte Kool        | Pays-Bas              | Team dsm-firmenich PostNL                     | 10 pts                |
| 7e                    | Pfeiffer Georgi       | Royaume-Uni           | Team dsm-firmenich PostNL                     | 9 pts                 |
| 8e                    | Anna Henderson        | Royaume-Uni           | Grande-Bretagne                               | 8 pts                 |
| 9e                    | Franziska Koch        | Allemagne             | Team dsm-firmenich PostNL                     | 4 pts                 |
| 10e                   | Jo Tindley            | Royaume-Uni           | Pro-Noctis-200° Coffee-Hargreaves Contracting | 4 pts                 |

| Classement de la montagne | Classement de la montagne | Classement de la montagne | Classement de la montagne | Classement de la montagne |
| Coureuse                  | Coureuse                  | Pays                      | Équipe                    | Points                    |
| ------------------------- | ------------------------- | ------------------------- | ------------------------- | ------------------------- |
| 1re                       | Lizzie Deignan            | Royaume-Uni               | Grande-Bretagne           | 45 pts                    |
| 2e                        | Anna Henderson            | Royaume-Uni               | Grande-Bretagne           | 32 pts                    |
| 3e                        | Lotte Kopecky             | Belgique                  | SD Worx-Protime           | 29 pts                    |
| 4e                        | Christine Majerus         | Luxembourg                | SD Worx-Protime           | 19 pts                    |
| 5e                        | Lorena Wiebes             | Pays-Bas                  | SD Worx-Protime           | 17 pts                    |
| 6e                        | Pfeiffer Georgi           | Royaume-Uni               | Team dsm-firmenich PostNL | 14 pts                    |
| 7e                        | Heidi Franz               | États-Unis                | Lifeplus Wahoo            | 13 pts                    |
| 8e                        | Letizia Paternoster       | Italie                    | Liv AlUla Jayco           | 13 pts                    |
| 9e                        | Dilyxine Miermont         | France                    | St Michel-Mavic-Auber 93  | 13 pts                    |
| 10e                       | Marion Bunel              | France                    | St Michel-Mavic-Auber 93  | 12 pts                    |

| Classement de la montagne | Classement de la montagne | Classement de la montagne | Classement de la montagne | Classement de la montagne |
| Coureuse                  | Coureuse                  | Pays                      | Équipe                    | Points                    |
| ------------------------- | ------------------------- | ------------------------- | ------------------------- | ------------------------- |
| 1re                       | Lizzie Deignan            | Royaume-Uni               | Grande-Bretagne           | 45 pts                    |
| 2e                        | Anna Henderson            | Royaume-Uni               | Grande-Bretagne           | 32 pts                    |
| 3e                        | Lotte Kopecky             | Belgique                  | SD Worx-Protime           | 29 pts                    |
| 4e                        | Christine Majerus         | Luxembourg                | SD Worx-Protime           | 19 pts                    |
| 5e                        | Lorena Wiebes             | Pays-Bas                  | SD Worx-Protime           | 17 pts                    |
| 6e                        | Pfeiffer Georgi           | Royaume-Uni               | Team dsm-firmenich PostNL | 14 pts                    |
| 7e                        | Heidi Franz               | États-Unis                | Lifeplus Wahoo            | 13 pts                    |
| 8e                        | Letizia Paternoster       | Italie                    | Liv AlUla Jayco           | 13 pts                    |
| 9e                        | Dilyxine Miermont         | France                    | St Michel-Mavic-Auber 93  | 13 pts                    |
| 10e                       | Marion Bunel              | France                    | St Michel-Mavic-Auber 93  | 12 pts                    |

| Classement par équipes | Classement par équipes    | Classement par équipes | Classement par équipes |
| Équipe                 | Équipe                    | Pays                   | Temps                  |
| ---------------------- | ------------------------- | ---------------------- | ---------------------- |
| 1re                    | SD Worx-Protime           | Pays-Bas               | 39 h 16 min 39 s       |
| 2e                     | Grande-Bretagne           | Royaume-Uni            | + 0 s                  |
| 3e                     | Liv AlUla Jayco           | Australie              | + 3 min 20 s           |
| 4e                     | St Michel-Mavic-Auber93   | France                 | + 4 min 54 s           |
| 5e                     | VolkerWessels             | Pays-Bas               | + 11 min 12 s          |
| 6e                     | Team DSM-Firmenich PostNL | Pays-Bas               | + 12 min 06 s          |
| 7e                     | Cofidis                   | France                 | + 18 min 59 s          |
| 8e                     | Human Powered Health      | États-Unis             | + 26 min 44 s          |
| 9e                     | Lifeplus Wahoo            | Royaume-Uni            | + 43 min 52 s          |

| Classement par équipes | Classement par équipes    | Classement par équipes | Classement par équipes |
| Équipe                 | Équipe                    | Pays                   | Temps                  |
| ---------------------- | ------------------------- | ---------------------- | ---------------------- |
| 1re                    | SD Worx-Protime           | Pays-Bas               | 39 h 16 min 39 s       |
| 2e                     | Grande-Bretagne           | Royaume-Uni            | + 0 s                  |
| 3e                     | Liv AlUla Jayco           | Australie              | + 3 min 20 s           |
| 4e                     | St Michel-Mavic-Auber93   | France                 | + 4 min 54 s           |
| 5e                     | VolkerWessels             | Pays-Bas               | + 11 min 12 s          |
| 6e                     | Team DSM-Firmenich PostNL | Pays-Bas               | + 12 min 06 s          |
| 7e                     | Cofidis                   | France                 | + 18 min 59 s          |
| 8e                     | Human Powered Health      | États-Unis             | + 26 min 44 s          |
| 9e                     | Lifeplus Wahoo            | Royaume-Uni            | + 43 min 52 s          |

## Évolution des classements
| Étape              |                    | Vainqueur _         | Classement général | Classement par points | Meilleure grimpeuse | Meilleure jeune | Meilleure équipe _ |
| ------------------ | ------------------ | ------------------- | ------------------ | --------------------- | ------------------- | --------------- | ------------------ |
| 1re étape          | étape vallonnée    | Lotte Kopecky       | Lotte Kopecky      | Lotte Kopecky         | Lizzie Deignan      | Eline Jansen    | SD Worx-Protime    |
| 2e étape           | étape vallonnée    | Lotte Kopecky       | Lotte Kopecky      | Lotte Kopecky         | Lizzie Deignan      | Eline Jansen    | SD Worx-Protime    |
| 3e étape           | étape de plaine    | Lorena Wiebes       | Lotte Kopecky      | Lotte Kopecky         | Lizzie Deignan      | Eline Jansen    | SD Worx-Protime    |
| 4e étape           | étape vallonnée    | Ruby Roseman-Gannon | Lotte Kopecky      | Lotte Kopecky         | Lizzie Deignan      | Eline Jansen    | SD Worx-Protime    |
| Classements finals | Classements finals |                     | Lotte Kopecky      | Lotte Kopecky         | Lizzie Deignan      | Eline Jansen    | SD Worx-Protime    |

## Liste des participantes
| Légende                             | Légende | Légende                                | Légende                                                                                              |
| ----------------------------------- | --- | -------------------------------------- | --- |
| Num                                 | Dossard de départ porté par la coureuse sur ce Women's Tour                                                   | Pos                                    | Position finale au classement général                                                                |
| Leader du classement général        | Indique la vainqueur du classement général                                                                    | Leader du classement par points        | Indique la vainqueur du classement par points                                                        |
| Leader du classement de la montagne | Indique la vainqueur du classement de la montagne                                                             | Leader du classement du meilleur jeune | Indique la vainqueur du classement de la meilleure jeune                                             |
|                                     | Indique un maillot de champion national ou mondial, suivi de sa spécialité                                    | #                                      | Indique la meilleure équipe                                                                          |
| NP                                  | Indique une coureuse qui n'a pas pris le départ d'une étape, suivi du numéro de l'étape où elle s'est retirée | AB                                     | Indique une coureuse qui n'a pas terminé une étape, suivi du numéro de l'étape où elle s'est retirée |
| HD                                  | Indique un coureuse qui a terminé une étape hors des délais, suivi du numéro de l'étape                       | DSQ                                    | Indique un coureur qui a été disqualifié de la course, suivi du numéro de l'étape                    |
| *                                   | Indique un coureuse en lice pour le classement de la meilleure jeune (coureuses nées après le )               |                                        | |

| SD Worx-Protime SDW | SD Worx-Protime SDW               | SD Worx-Protime SDW |
| ------------------- | --------------------------------- | ------------------- |
| Num                 | Coureuse                          | Pos                 |
| 1                   | Lotte Kopecky (BEL) (route)       | 1re                 |
| 2                   | Lorena Wiebes (NED)               | 10e                 |
| 3                   | Christine Majerus (LUX) (route)   | 3e                  |
| 4                   | Elena Cecchini (ITA)              | 24e                 |
| 5                   | Barbara Guarischi (ITA)           | 54e                 |
| 6                   | Chantal van den Broek-Blaak (NED) | 27e                 |

| Team dsm-firmenich PostNL DFP | Team dsm-firmenich PostNL DFP | Team dsm-firmenich PostNL DFP |
| ----------------------------- | ----------------------------- | ----------------------------- |
| Num                           | Coureuse                      | Pos                           |
| 11                            | Abi Smith (GBR)               | 17e                           |
| 12                            | Franziska Koch (GER)          | 32e                           |
| 13                            | Charlotte Kool (NED)          | 46e                           |
| 14                            | Pfeiffer Georgi (GBR) (route) | 4e                            |
| 15                            | Rachele Barbieri (ITA)        | 48e                           |
| 16                            | Daniek Hengeveld (NED)        | AB-3                          |

| Liv AlUla Jayco LAJ | Liv AlUla Jayco LAJ               | Liv AlUla Jayco LAJ |
| ------------------- | --------------------------------- | ------------------- |
| Num                 | Coureuse                          | Pos                 |
| 21                  | Georgia Baker (AUS)               | AB-4                |
| 22                  | Amber Pate (AUS)                  | 18e                 |
| 23                  | Jeanne Korevaar (NED)             | 39e                 |
| 24                  | Letizia Paternoster (ITA)         | 5e                  |
| 25                  | Ruby Roseman-Gannon (AUS) (route) | 9e                  |
| 26                  | Teniel Campbell (TTO)             | 42e                 |

| Human Powered Health HPH | Human Powered Health HPH      | Human Powered Health HPH |
| ------------------------ | ----------------------------- | ------------------------ |
| Num                      | Coureuse                      | Pos                      |
| 32                       | Katia Ragusa (ITA)            | 41e                      |
| 33                       | Marit Raaijmakers (NED)       | 14e                      |
| 34                       | Alice Wood (GBR)              | 44e                      |
| 35                       | Kristabel Doebel-Hickok (USA) | AB-4                     |
| 36                       | Linda Zanetti (SUI)           | 30e                      |

| Cofidis COF | Cofidis COF               | Cofidis COF |
| ----------- | ------------------------- | ----------- |
| Num         | Coureuse                  | Pos         |
| 41          | Nikola Nosková (CZE)      | AB-2        |
| 42          | Alana Castrique (BEL)     | AB-4        |
| 43          | Špela Kern (SLO)          | 38e         |
| 44          | Sarah Roy (AUS)           | 12e         |
| 45          | Josie Talbot (AUS)        | 15e         |
| 46          | Kirstie van Haaften (NED) | AB-4        |

| VolkerWessels VWT | VolkerWessels VWT           | VolkerWessels VWT |
| ----------------- | --------------------------- | ----------------- |
| Num               | Coureuse                    | Pos               |
| 51                | Margot Vanpachtenbeke (BEL) | 25e               |
| 52                | Anne Knijnenburg (NED)      | AB-4              |
| 53                | Valerie Demey (BEL)         | 19e               |
| 54                | Scarlett Souren (NED)       | 45e               |
| 55                | Eline Jansen (NED)          | 6e                |
| 56                | Sabrina Stultiens (NED)     | 26e               |

| St Michel-Mavic-Auber 93 AUB | St Michel-Mavic-Auber 93 AUB | St Michel-Mavic-Auber 93 AUB |
| ---------------------------- | ---------------------------- | ---------------------------- |
| Num                          | Coureuse                     | Pos                          |
| 61                           | Marion Bunel (FRA)           | 29e                          |
| 62                           | Camille Fahy (FRA)           | 36e                          |
| 63                           | Roxane Fournier (FRA)        | 53e                          |
| 64                           | Victorie Guilman (FRA)       | 8e                           |
| 65                           | Célia Le Mouël (FRA)         | 20e                          |
| 66                           | Dilyxine Miermont (FRA)      | 16e                          |

| Lifeplus Wahoo LPW | Lifeplus Wahoo LPW         | Lifeplus Wahoo LPW |
| ------------------ | -------------------------- | ------------------ |
| Num                | Coureuse                   | Pos                |
| 81                 | Maddie Leech (GBR)         | 59e                |
| 82                 | Babette van der Wolf (NED) | AB-2               |
| 83                 | Kaja Rysz (POL)            | AB-1               |
| 84                 | Alicia González (ESP)      | 37e                |
| 85                 | Heidi Franz (USA)          | 31e                |
| 86                 | Karin Söderqvist (SWE)     | AB-3               |

| Hess Cycling Team HCT | Hess Cycling Team HCT         | Hess Cycling Team HCT |
| --------------------- | ----------------------------- | --------------------- |
| Num                   | Coureuse                      | Pos                   |
| 91                    | Sara Casasola (ITA)           | AB-4                  |
| 92                    | Nicole Frain (AUS)            | 28e                   |
| 93                    | Rotem Gafinovitz (ISR)        | AB-4                  |
| 94                    | Grace Lister (GBR)            | 21e                   |
| 95                    | Alice McWilliam (GBR)         | AB-3                  |
| 96                    | Marjolein van 't Geloof (NED) | AB-4                  |

| Doltcini O'Shea AWO | Doltcini O'Shea AWO     | Doltcini O'Shea AWO |
| ------------------- | ----------------------- | ------------------- |
| Num                 | Coureuse                | Pos                 |
| 101                 | Hayley Simmonds (GBR)   | AB-2                |
| 102                 | Connie Hayes (GBR)      | AB-2                |
| 103                 | Tilde Hammarström (SWE) | AB-4                |
| 104                 | Jessica Finney (GBR)    | AB-4                |
| 105                 | Isabel Darvill (GBR)    | AB-4                |
| 106                 | S'annara Grove (RSA)    | AB-1                |

| Torelli-AppMazed-GSG TOR | Torelli-AppMazed-GSG TOR | Torelli-AppMazed-GSG TOR |
| ------------------------ | ------------------------ | ------------------------ |
| Num                      | Coureuse                 | Pos                      |
| 111                      | Neah Evans (GBR)         | AB-4                     |
| 112                      | Bronwyn Macgregor (NZL)  | AB-4                     |
| 113                      | Annamarie Lipp (NZL)     | 56e                      |
| 114                      | Lucy Nelson (GBR)        | AB-4                     |
| 115                      | Oliwia Majewska (POL)    | 55e                      |
| 116                      | Kim Baptista (GBR)       | AB-4                     |

| DAS-Hutchinson-Brother UK DAS | DAS-Hutchinson-Brother UK DAS | DAS-Hutchinson-Brother UK DAS |
| ----------------------------- | ----------------------------- | ----------------------------- |
| Num                           | Coureuse                      | Pos                           |
| 121                           | Lucy Lee (GBR)                | AB-4                          |
| 122                           | Tiffany Keep (RSA)            | 34e                           |
| 123                           | Alice Sharpe (IRL)            | 47e                           |
| 124                           | Caoimhe O'Brien (IRL)         | 40e                           |
| 125                           | Ruth Shier (GBR)              | 49e                           |
| 126                           | Darcie Richards (AUS)         | AB-4                          |

| Alba Development Road Team ART | Alba Development Road Team ART | Alba Development Road Team ART |
| ------------------------------ | ------------------------------ | ------------------------------ |
| Num                            | Coureuse                       | Pos                            |
| 131                            | Amelia Tyler (IRL)             | AB-4                           |
| 132                            | Arianne Holland (GBR)          | 57e                            |
| 133                            | Abigail Plowman (GBR)          | AB-4                           |
| 134                            | Beth Morrow (GBR)              | 58e                            |
| 135                            | Eilidh Shaw (GBR)              | 33e                            |
| 136                            | Caitlin Dimbleby (GBR)         | AB-3                           |

| Pro-Noctis-200° Coffee-Hargreaves Contracting ___ | Pro-Noctis-200° Coffee-Hargreaves Contracting ___ | Pro-Noctis-200° Coffee-Hargreaves Contracting ___ |
| ------------------------------------------------- | ------------------------------------------------- | ------------------------------------------------- |
| Num                                               | Coureuse                                          | Pos                                               |
| 141                                               | Bexy Dew (GBR)                                    | 43e                                               |
| 142                                               | Lucy Gadd (GBR)                                   | 51e                                               |
| 143                                               | Amy Gornall (GBR)                                 | 35e                                               |
| 144                                               | Lucy Harris (GBR)                                 | 52e                                               |
| 145                                               | Zoe Langham (GBR)                                 | AB-2                                              |
| 146                                               | Jo Tindley (GBR)                                  | 50e                                               |

| Grande-Bretagne GBR | Grande-Bretagne GBR | Grande-Bretagne GBR |
| ------------------- | ------------------- | ------------------- |
| Num                 | Coureuse            | Pos                 |
| 151                 | Lizzie Deignan      | 7e                  |
| 152                 | Anna Henderson      | 2e                  |
| 153                 | Elinor Barker       | 11e                 |
| 154                 | Elynor Bäckstedt    | 23e                 |
| 155                 | Millie Couzens      | 22e                 |
| 156                 | Flora Perkins       | 13e                 |

| SD Worx-Protime SDW | SD Worx-Protime SDW               | SD Worx-Protime SDW |
| ------------------- | --------------------------------- | ------------------- |
| Num                 | Coureuse                          | Pos                 |
| 1                   | Lotte Kopecky (BEL) (route)       | 1re                 |
| 2                   | Lorena Wiebes (NED)               | 10e                 |
| 3                   | Christine Majerus (LUX) (route)   | 3e                  |
| 4                   | Elena Cecchini (ITA)              | 24e                 |
| 5                   | Barbara Guarischi (ITA)           | 54e                 |
| 6                   | Chantal van den Broek-Blaak (NED) | 27e                 |

| Team dsm-firmenich PostNL DFP | Team dsm-firmenich PostNL DFP | Team dsm-firmenich PostNL DFP |
| ----------------------------- | ----------------------------- | ----------------------------- |
| Num                           | Coureuse                      | Pos                           |
| 11                            | Abi Smith (GBR)               | 17e                           |
| 12                            | Franziska Koch (GER)          | 32e                           |
| 13                            | Charlotte Kool (NED)          | 46e                           |
| 14                            | Pfeiffer Georgi (GBR) (route) | 4e                            |
| 15                            | Rachele Barbieri (ITA)        | 48e                           |
| 16                            | Daniek Hengeveld (NED)        | AB-3                          |

| Liv AlUla Jayco LAJ | Liv AlUla Jayco LAJ               | Liv AlUla Jayco LAJ |
| ------------------- | --------------------------------- | ------------------- |
| Num                 | Coureuse                          | Pos                 |
| 21                  | Georgia Baker (AUS)               | AB-4                |
| 22                  | Amber Pate (AUS)                  | 18e                 |
| 23                  | Jeanne Korevaar (NED)             | 39e                 |
| 24                  | Letizia Paternoster (ITA)         | 5e                  |
| 25                  | Ruby Roseman-Gannon (AUS) (route) | 9e                  |
| 26                  | Teniel Campbell (TTO)             | 42e                 |

| Human Powered Health HPH | Human Powered Health HPH      | Human Powered Health HPH |
| ------------------------ | ----------------------------- | ------------------------ |
| Num                      | Coureuse                      | Pos                      |
| 32                       | Katia Ragusa (ITA)            | 41e                      |
| 33                       | Marit Raaijmakers (NED)       | 14e                      |
| 34                       | Alice Wood (GBR)              | 44e                      |
| 35                       | Kristabel Doebel-Hickok (USA) | AB-4                     |
| 36                       | Linda Zanetti (SUI)           | 30e                      |

| Cofidis COF | Cofidis COF               | Cofidis COF |
| ----------- | ------------------------- | ----------- |
| Num         | Coureuse                  | Pos         |
| 41          | Nikola Nosková (CZE)      | AB-2        |
| 42          | Alana Castrique (BEL)     | AB-4        |
| 43          | Špela Kern (SLO)          | 38e         |
| 44          | Sarah Roy (AUS)           | 12e         |
| 45          | Josie Talbot (AUS)        | 15e         |
| 46          | Kirstie van Haaften (NED) | AB-4        |

| VolkerWessels VWT | VolkerWessels VWT           | VolkerWessels VWT |
| ----------------- | --------------------------- | ----------------- |
| Num               | Coureuse                    | Pos               |
| 51                | Margot Vanpachtenbeke (BEL) | 25e               |
| 52                | Anne Knijnenburg (NED)      | AB-4              |
| 53                | Valerie Demey (BEL)         | 19e               |
| 54                | Scarlett Souren (NED)       | 45e               |
| 55                | Eline Jansen (NED)          | 6e                |
| 56                | Sabrina Stultiens (NED)     | 26e               |

| St Michel-Mavic-Auber 93 AUB | St Michel-Mavic-Auber 93 AUB | St Michel-Mavic-Auber 93 AUB |
| ---------------------------- | ---------------------------- | ---------------------------- |
| Num                          | Coureuse                     | Pos                          |
| 61                           | Marion Bunel (FRA)           | 29e                          |
| 62                           | Camille Fahy (FRA)           | 36e                          |
| 63                           | Roxane Fournier (FRA)        | 53e                          |
| 64                           | Victorie Guilman (FRA)       | 8e                           |
| 65                           | Célia Le Mouël (FRA)         | 20e                          |
| 66                           | Dilyxine Miermont (FRA)      | 16e                          |

| Lifeplus Wahoo LPW | Lifeplus Wahoo LPW         | Lifeplus Wahoo LPW |
| ------------------ | -------------------------- | ------------------ |
| Num                | Coureuse                   | Pos                |
| 81                 | Maddie Leech (GBR)         | 59e                |
| 82                 | Babette van der Wolf (NED) | AB-2               |
| 83                 | Kaja Rysz (POL)            | AB-1               |
| 84                 | Alicia González (ESP)      | 37e                |
| 85                 | Heidi Franz (USA)          | 31e                |
| 86                 | Karin Söderqvist (SWE)     | AB-3               |

| Hess Cycling Team HCT | Hess Cycling Team HCT         | Hess Cycling Team HCT |
| --------------------- | ----------------------------- | --------------------- |
| Num                   | Coureuse                      | Pos                   |
| 91                    | Sara Casasola (ITA)           | AB-4                  |
| 92                    | Nicole Frain (AUS)            | 28e                   |
| 93                    | Rotem Gafinovitz (ISR)        | AB-4                  |
| 94                    | Grace Lister (GBR)            | 21e                   |
| 95                    | Alice McWilliam (GBR)         | AB-3                  |
| 96                    | Marjolein van 't Geloof (NED) | AB-4                  |

| Doltcini O'Shea AWO | Doltcini O'Shea AWO     | Doltcini O'Shea AWO |
| ------------------- | ----------------------- | ------------------- |
| Num                 | Coureuse                | Pos                 |
| 101                 | Hayley Simmonds (GBR)   | AB-2                |
| 102                 | Connie Hayes (GBR)      | AB-2                |
| 103                 | Tilde Hammarström (SWE) | AB-4                |
| 104                 | Jessica Finney (GBR)    | AB-4                |
| 105                 | Isabel Darvill (GBR)    | AB-4                |
| 106                 | S'annara Grove (RSA)    | AB-1                |

| Torelli-AppMazed-GSG TOR | Torelli-AppMazed-GSG TOR | Torelli-AppMazed-GSG TOR |
| ------------------------ | ------------------------ | ------------------------ |
| Num                      | Coureuse                 | Pos                      |
| 111                      | Neah Evans (GBR)         | AB-4                     |
| 112                      | Bronwyn Macgregor (NZL)  | AB-4                     |
| 113                      | Annamarie Lipp (NZL)     | 56e                      |
| 114                      | Lucy Nelson (GBR)        | AB-4                     |
| 115                      | Oliwia Majewska (POL)    | 55e                      |
| 116                      | Kim Baptista (GBR)       | AB-4                     |

| DAS-Hutchinson-Brother UK DAS | DAS-Hutchinson-Brother UK DAS | DAS-Hutchinson-Brother UK DAS |
| ----------------------------- | ----------------------------- | ----------------------------- |
| Num                           | Coureuse                      | Pos                           |
| 121                           | Lucy Lee (GBR)                | AB-4                          |
| 122                           | Tiffany Keep (RSA)            | 34e                           |
| 123                           | Alice Sharpe (IRL)            | 47e                           |
| 124                           | Caoimhe O'Brien (IRL)         | 40e                           |
| 125                           | Ruth Shier (GBR)              | 49e                           |
| 126                           | Darcie Richards (AUS)         | AB-4                          |

| Alba Development Road Team ART | Alba Development Road Team ART | Alba Development Road Team ART |
| ------------------------------ | ------------------------------ | ------------------------------ |
| Num                            | Coureuse                       | Pos                            |
| 131                            | Amelia Tyler (IRL)             | AB-4                           |
| 132                            | Arianne Holland (GBR)          | 57e                            |
| 133                            | Abigail Plowman (GBR)          | AB-4                           |
| 134                            | Beth Morrow (GBR)              | 58e                            |
| 135                            | Eilidh Shaw (GBR)              | 33e                            |
| 136                            | Caitlin Dimbleby (GBR)         | AB-3                           |

| Pro-Noctis-200° Coffee-Hargreaves Contracting ___ | Pro-Noctis-200° Coffee-Hargreaves Contracting ___ | Pro-Noctis-200° Coffee-Hargreaves Contracting ___ |
| ------------------------------------------------- | ------------------------------------------------- | ------------------------------------------------- |
| Num                                               | Coureuse                                          | Pos                                               |
| 141                                               | Bexy Dew (GBR)                                    | 43e                                               |
| 142                                               | Lucy Gadd (GBR)                                   | 51e                                               |
| 143                                               | Amy Gornall (GBR)                                 | 35e                                               |
| 144                                               | Lucy Harris (GBR)                                 | 52e                                               |
| 145                                               | Zoe Langham (GBR)                                 | AB-2                                              |
| 146                                               | Jo Tindley (GBR)                                  | 50e                                               |

| Grande-Bretagne GBR | Grande-Bretagne GBR | Grande-Bretagne GBR |
| ------------------- | ------------------- | ------------------- |
| Num                 | Coureuse            | Pos                 |
| 151                 | Lizzie Deignan      | 7e                  |
| 152                 | Anna Henderson      | 2e                  |
| 153                 | Elinor Barker       | 11e                 |
| 154                 | Elynor Bäckstedt    | 23e                 |
| 155                 | Millie Couzens      | 22e                 |
| 156                 | Flora Perkins       | 13e                 |